# 三好之長
三好 之長（みよし ゆきなが）は、戦国時代の武将。三好長慶の曾祖父（または祖父）にあたり、三好氏が畿内に進出するきっかけを作り出した名将である。

## 生涯

### 細川讃州家に仕える
阿波でも最有力の国侍だったという三好長之の嫡男として誕生、阿波守護であった細川氏分家・讃州家（阿波守護家）の細川成之に仕えた。諱の之長は成之の偏諱を受けたものである。応仁元年（1467年）に応仁の乱が勃発、成之が本家・京兆家の当主で室町幕府管領でもあった細川勝元を助けるために京都に出陣した際、之長も成之に従って渡海し初陣を飾った。文明3年（1471年）、之長は突如主家である讃州家に反抗して祖山に籠るが、阿波に在国していた成之の嫡男・政之や一宮長光に攻められて文明5年（1473年）に降伏している（『阿波志』）。
応仁の乱で幕府の権威が失墜し畿内では一揆が頻発するようになったが、之長はそれらの一揆の人心の機微を掴んで煽動したり味方したりしたとされる。文明17年（1485年）6月11日には捕えられた盗人を奪い返そうとして勝元の子・細川政元に慰留され、8月に京都で土一揆が起こると之長は一揆の張本と目されて、8月9日に政元や侍所所司代多賀高忠らに宿所を包囲されるが、前夜に事態を察した之長は細川政之の下に逃げ込んで庇護を求め、政元らは政之の屋敷を包囲して之長の引き渡しを求めたが、政之は拒絶あるいは之長を誅したと述べたので、政元は包囲を解いて退散した。するとこの翌日からは再び一揆を煽動し、14日には土倉を襲って質物を奪ったとまでいわれている。若年の政之への讃州家継承による家中の動揺の最中に生じた之長の一連の事件は、政之と之長に対する讃州家家臣の不満を高め、一部の家臣は勝手に阿波に下向して反乱を計画するようになった。
10月に不穏となった阿波へ政之と共に帰国して反乱を鎮圧、何事も無かったかのように上洛した。之長が処罰されなかった理由は成之・政之父子から貴重な人材と目されていたからであり、土一揆の構成員に大名の家臣が紛れ込んでいるのは珍しくなく、彼らを処罰すれば軍事力の低下を招く恐れがあったからである。之長は土一揆の騒動で一躍京都で名を知られるようになっていった。

### 細川京兆家の家臣へ
長享2年（1488年）に政之が早世した後、之長はその弟の義春に仕えるも、明応3年（1494年）に義春も早世すると義春の長男である之持が阿波守護となり、祖父成之がそれを補佐する体制がとられた。また、之持の弟澄元は実子が無かった政元の養子に迎えられ、永正3年（1506年）2月19日には澄元の先陣として之長は入洛した。この際の事を『多聞院日記』では「三好之執事」と記しているため、之長は讃州家から京兆家に転身する事になった澄元に仕えて、この頃までには補佐の地位にあったようである。ただし、之長ら讃州家から付けられた家臣の立場は讃州家と京兆家に両属する性格を持っていたことに注意を要する（当時、このような両属は珍しくはなく、後述の木沢長政も畠山氏と京兆家の両属として位置づけられる）。
以後は政元の命を受けて数多くの戦いに参加、8月には大和に出兵していた赤沢朝経の支援を命じられて出兵、戦後には春日神社に詣でている。行政面でも澄元の執事として年貢徴収の紛争問題の解決に着手しており、『多聞院日記』では20年前に京都で一揆を指導して暴れていた頃に較べて「隠（穏）便也」と評している。だがこのように次第に実力をつけ出した事は周囲の妬みを生む事にもつながり、淡路守護の細川尚春や政元の養子・澄之の執事で山城守護代であった香西元長との権力争いが生じた。

### 永正の錯乱
之長は主君・政元の後継者問題においては澄元を支持、永正4年（1507年）には政元・澄元に従って丹後の一色義有攻めに参戦している。5月29日に政元が帰洛すると澄元と共に従ったが、6月23日に政元が香西元長や薬師寺長忠によって暗殺され、仏陀寺を宿所としていた之長は翌24日に元長らによって澄元と共に襲撃された。之長は澄元を守って近江の青地城に逃れ、甲賀郡の山中為俊を頼って落ち延びた。
元長と長忠は澄之を京兆家の当主に擁立したが、8月1日に細川一族の細川高国や尚春、政賢らの反撃を受けて全員討たれた。翌日の2日に之長は近江から帰洛し、澄元と共に11代将軍足利義澄を擁立して権勢を掌握した。この時、京兆家当主となった澄元より之長は政治を委任されたという。
だが、之長と澄元の仲は必ずも円満では無かった。幕政の実権を掌握した之長には増長な振る舞いが多かったため、澄元は13日に本国の阿波に帰国しようとしたほどで、16日には遁世すると言い出した。この時は澄元の帰国で将軍職を追われることを懸念した義澄の慰留と、澄元の命令に応じて之長が被官の梶原某を処刑することで収拾され両者は和解したようであり、27日に澄元が尚春の屋敷の能興行に招待された際、之長は太刀持ちとして従っている。またこの後、之長は剃髪して喜雲と号し、澄元の執事職は嫡男の長秀に譲っている。しかし、之長や高畠長信ら阿波細川家出身の澄元側近が京兆家の中で発言力を持つことに畿内・讃岐出身の京兆家内衆（家臣）や細川氏の一門の間で反発が高まっていった。

### 両細川の乱
一方、危機は西から迫っていた。かつて義澄の従兄弟の10代将軍足利義稙（義材、義尹）は明応の政変で政元に将軍の座から追われたが、政元の横死やその後の内乱を知ると帰洛の好機ととらえ、亡命先の周防の大内義興に上洛を求めて中国・四国の兵を集めていたのである。澄元は出家して道空と号していた祖父や高国に義興との和平工作を行なわせ、義澄にも和平を求めた。だがこの頃、澄元は高国の謀反を疑い不仲になっており、之長からも忌避されていたため、永正5年（1508年）3月17日に高国は伊勢神宮参宮と称して従兄弟に当たる伊賀守護の仁木高長を頼って行ってしまった事により和平工作は決裂した。
摂津・丹波の国衆である伊丹元扶や内藤貞正、香川元綱、香西国忠らも高国が4月9日に上洛してくると呼応して挙兵したため、之長は澄元を連れて甲賀の山中為俊を頼って落ち延びた。義澄も近江へ逃亡、高国は義稙を奉じた義興と畠山尚順と合流して政権奪取を果たし、管領と京兆家当主に任じられ権勢を振るった。
京都から逃げた之長は奪回を計画、義稙と義興の仲がうまくいかず義興が周防に帰国しようという噂があったため、11月下旬には之長ら義澄方の軍勢が京都に攻め込んでくるという噂がしきりであったが、義興が帰国しなかったためこの時の京都攻撃は見合わされた。永正6年（1509年）6月17日には3000の兵力で之長は山城と近江の境目の東山の如意ヶ嶽に布陣したが、高国や義興の反撃を受けて敗北し、嫡男の長秀と次男の頼澄は伊勢山田において高国の婿である北畠材親に攻められて自殺した（如意ヶ嶽の戦い）。この敗戦で之長は澄元と共に潜行して阿波に帰国、之長は阿波で兵力を養い、近隣に助けを求めて反撃の準備を進め、近江に亡命していた義澄も大友親治らに書状を送って活発な動きをしていた。
2年後の永正8年（1511年）に澄元は義澄と連携して7月7日に堺に上陸した。この時は細川一族の政賢と尚春、播磨の赤松義村などを義澄方として味方に付けたため、13日に和泉深井城を攻められた高国軍は政賢軍に敗北（深井城の合戦）、8月10日には赤松軍と合流した尚春軍が高国の家臣である瓦林正頼が守る摂津鷹尾城を攻め落とした（芦屋河原の合戦）。そして16日に政賢らが上洛して義興・高国らは丹波へ逃れ、京都は澄元方の手に入った。
しかし義興・高国らは衝突を避けて丹波で機を窺い、24日に上洛を図り丹波から京都へ東進、北部の船岡山で義澄方と義稙方は決戦となった。戦闘は義稙方が2万の大軍を温存していて、決戦の10日前である14日に義澄が32歳で死去したためもあり、義澄方の諸将はその死を隠して戦ったが戦況は圧倒的に不利で、大内軍を主力とした義稙方の夜襲にあって政賢は戦死し澄元は摂津に敗走した（船岡山合戦）。
これまで、通説では澄元の上陸から船岡山合戦まで之長は当然のように澄元に同行して参戦しているとみられていた。しかし、近年、この上洛には澄元の祖父である成之が阿波の国内情勢（讃岐にいる高国派の阿波侵攻の恐れ）を理由に出兵に反対し、成之に同調した之長も出陣を拒否しただけではなく、敵である義稙・高国と内通していた可能性も指摘されている（澄元陣営についていた香川元綱が永正8年7月18日付で阿波国三好郡の阿佐氏に対して送った書状（「喜多文書」）には同じ三好郡の大西氏が三好筑前守（之長）と同調して京都（高国）に味方して出兵しなかったことを非難している）。これは澄元の京兆家と成之・之持の讃州家の間には協力関係にあっても明確な一線が引かれていたことが前提として考えられ、両属していた之長も澄元（京兆家）と成之（讃州家）の利害が対立した際には讃州家の意向を重視して行動したものとみられている。なお、この戦いの最中も之長も成之の意向を受けたとみられる備前国児島への出兵には参加しており、讃州家家臣としての行動には変化はなかった。
この大敗の直後から之長には不幸が続いた。戦後の9月12日に後援者であった澄元の祖父成之が病死、翌永正9年（1512年）1月には成之の跡を継いでいた澄元の兄之持までもが死去した。このため以後の7年間は平和が保たれる事となった。また、細川高国が船岡山合戦後に降伏した細川尚春父子に阿波を与える（尚春の嫡男である彦四郎を阿波守護に任命する）意向を示したことにより、澄元だけでなく讃州家そのものが澄元と一体視されて義稙・高国の攻撃目標とされたことによって之長も澄元との対立を続けることは不可能となり、両者は和解に向かうことになった。永正14年（1517年）、之長は阿波・讃岐の将兵を率いて淡路に侵攻して細川尚春を堺に追放し、澄元の協力を得ながら阿波国内の安定化に努めることになる。

### 京都奪回と最期

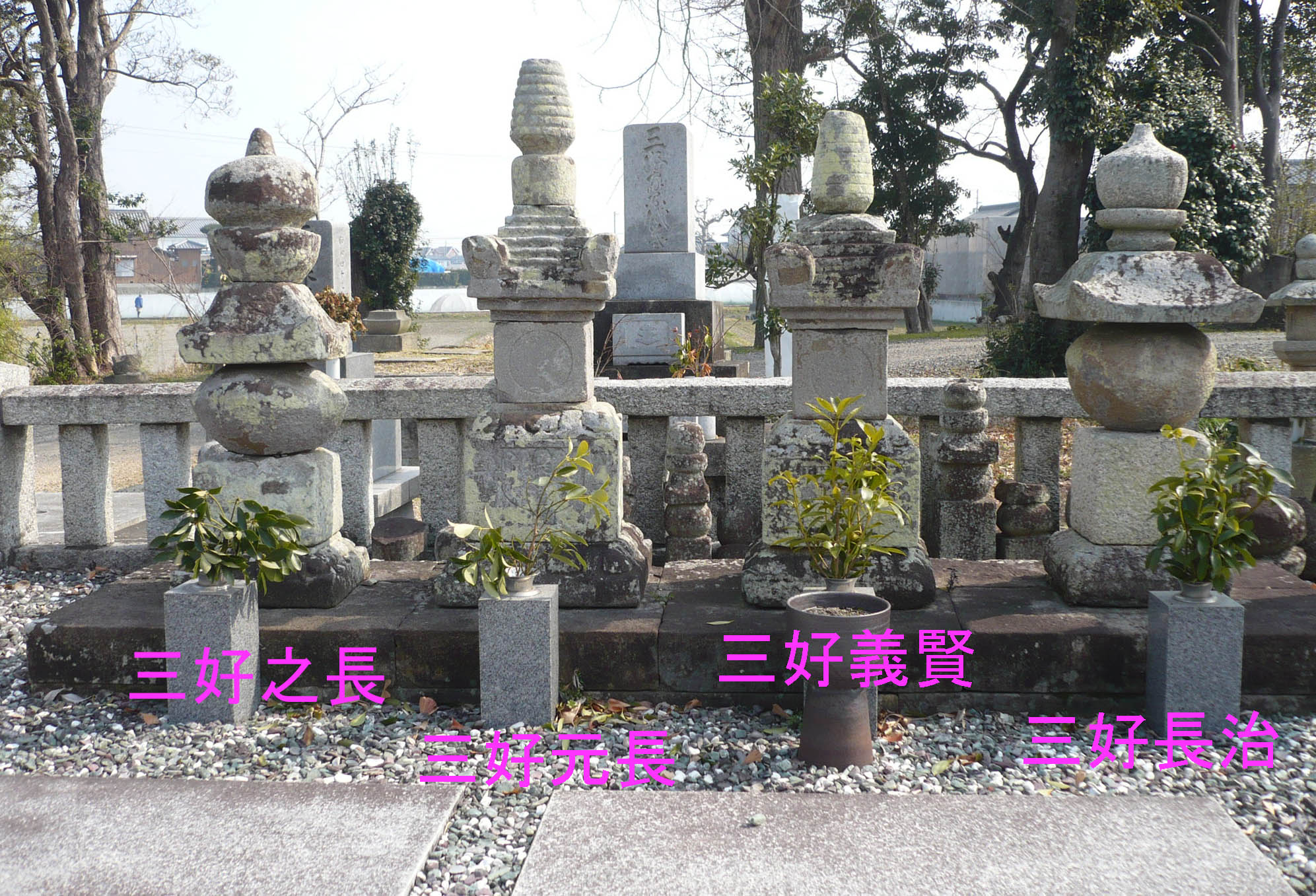
勝瑞城内に建つ三好氏代々の墓

永正15年（1518年）8月2日、義興が周防に帰国し高国政権が弱体化、これを好機と見た之長は翌永正16年（1519年）5月11日に高国方となっていた尚春を殺害した。殺害の理由は尚春の裏切り及び子息の阿波守護補任問題の他に之長と尚春の対立が絡んでいたとも、淡路の直接支配及び播磨灘・瀬戸内海など周辺海域を狙った之長の謀略ともいわれている。
10月には摂津有馬郡の池田三郎五郎（信正）が澄元に味方して下田中城に立て籠もり、10月22日に高国方の瓦林正頼が攻撃をかけたが敗れた。この動きを知った之長は澄元と共に11月6日（9日とも）に兵庫に上陸し、正頼が籠もる摂津越水城を包囲した（田中城の戦い）。包囲中の12月19日に京都で前日に合戦があって之長父子が戦死したという噂が流れて大いに喜ばれたというが、誤報に過ぎない。
永正17年（1520年）1月には高国方の内藤貞正と伊丹国扶による越水城の救援が敗北して失敗し、城は2月3日に陥落した。またこの時、京都では郷民が入京して騒ぎを起こし略奪をして徳政を叫んだため、高国軍は退却したがその途上でも西岡衆などの追撃を受けて「落ちる者どもを殺し、あるいは具足をはぐ」という有様だった。之長は高国方の状況を見て2月16日に尼崎方面に進出、高国は2月18日に近江の坂本に逃れた。義稙はこの頃には高国と対立して澄元と内通していたため、高国と行動を共にせず京都に止まった。
高国の敗走後、過去の苦い経験から直ちに入洛せず、20日に大山崎に着陣して待機、3月18日には徳政免除などをして同地の住民を保護したが、三好軍は伏見庄や三栖庄などを荒掠した。27日に9年ぶりの上洛を果たし、摂津伊丹城で待機していた澄元の代わりに京都で政務や高国方の摘発を行い、5月1日に義稙から京兆家の家督相続を許された澄元の代理として御礼を述べ、絶頂期を迎えた。
だが、3日に近江に逃れていた高国が六角定頼や蒲生定秀、朝倉氏や土岐氏など2万（4万 - 5万とも）の大軍を率いて上洛、之長の四国軍はわずかに4 - 5000（2000とも）ほどしかなかったため、5日正午に等持院の東南で行なわれた合戦（等持院の戦い）において、之長は局部で勝利を得るも午後6時頃には四国軍の久米・河村・東条などが高国に降ったため、午後8時頃には大勢が決して三好軍は大敗、之長に同行していた海部氏は戦場からの脱出に成功したものの、之長は子の芥川長光や三好長則、甥の新五郎らと共に曇華院を頼って身を隠した。
高国は9日に之長の潜伏先を知り、院に引渡しを要求するも拒絶されたため之長らの生命を保証する事を条件にした。これにより10日に長光と長則が、11日に之長と新五郎が高国に降伏したが、この時之長は法体になっていたという。しかしこれは高国の計略であり、降伏した同日に之長は新五郎と共に百万遍の知恩寺において斬首された。享年63。之長の2人の子息（芥川長光、長則）も翌日に死罪に処された。
『盲聾記』（永正17年5月7日条）によれば、高国に降った四国の諸将は三好筑州（之長）に対する不満が降伏の一因であったと記され、また脱出に成功した海部某は之長とともに阿波の宿老を務めていた人物であったことから、讃岐・阿波における之長らへの不満が不利な戦況の中で一気に噴き出した可能性がある。
伊丹城で待機していた澄元は之長の敗死を受けて阿波へ戻ったが、病身であったため6月10日に亡くなり子の晴元が継承した。三好氏の家督は之長の孫で長秀の長男である元長が継承、元長は晴元を擁立しながら高国打倒を目指し阿波で力を蓄えていった。

## 人物・逸話
- 等持院の戦いに大敗した時に逃亡せずに捕縛されたのは、京都の医師である半井保房の記録である『聾盲記』によると之長が肥満して10歩も歩けなかったためという[23]。
- 高国が態度を急に翻して之長を斬った理由は、尚春の遺児である彦四郎の強請によるものであるといわれる。そして之長が斬られた日は前年の永正16年に尚春を殺害した日であった[24]。
- 処刑された時、『聾盲記』において「合戦には三好と申して大強のものなれども、天罰にてかくのごとし。一時に滅するなり……いまの三好は、大悪の大出（最高）なるものなり。皆の人々悦喜せざるはなし」と記されている[25]。
- 之長は成り上がりの他国者の権力者として京都の人々には嫌われており、『大山寺縁起』には建設工事で嫌々働く人々が描かれ、『 細川大心院記』や『 瓦林政頼記』には当時の之長を風刺する落首がいくつも残されている[26]。